# امامزاده بی‌بی هاجر
امامزاده بی بی هاجر مربوط به دوره ایلخانی - دوره قاجار است و در شهرستان کیار، بخش مرکزی، روستای دستنا واقع شده و این اثر در تاریخ ۱۱ مرداد ۱۳۸۴ با شمارهٔ ثبت ۱۲۴۱۰ به‌عنوان یکی از آثار ملی ایران به ثبت رسیده است.